# Чемпионат мира по спортивной гимнастике 1985
23-й Чемпионат мира по спортивной гимнастике проходил в 1985 году в Монреале, Канада.

## Медали
| Место | Страна       | Золото | Серебро | Бронза | Всего |
| ----- | ------------ | ------ | ------- | ------ | ----- |
| 1     | СССР         | 11     | 3       | 2      | 16    |
| 2     | Китай        | 3      | 3       | 1      | 7     |
| 3     | ГДР          | 2      | 2       | 6      | 10    |
| 4     | Румыния      | 1      | 3       | 0      | 4     |
| 5     | Франция      | 0      | 1       | 0      | 1     |
| 6     | Япония       | 0      | 0       | 4      | 4     |
| 7     | Чехословакия | 0      | 0       | 1      | 1     |

## Медалисты

### Мужчины
| Дисциплина                | Золото | Серебро                                                                   | Бронза                                                                                            |
| Командное многоборье      | СССР · Владимир Артёмов · Юрий Королёв · Валентин Могильный · Юрий Балобанов · Алексей Тихоньких · Александр Тумилович | Китай · Ли Нин · Сюй Чжицян · Тун Фэй · Лоу Юнь · Ян Юэшань · Чжоу Лиминь | ГДР · Сильвио Кролль · Хольгер Берендт · Ульф Хоффман · Йорг Хаззе · Свен Типпельт · Хольгер Цейг |
| Индивидуальное многоборье | Юрий Королёв СССР | Владимир Артёмов СССР                                                     | Сильвио Кролль ГДР                                                                                |
| Вольные упражнения        | Тун Фэй Китай | Юрий Королёв СССР                                                         | Ли Нин Китай                                                                                      |
| Конь                      | Валентин Могильный СССР                                                                                                | Ли Нин Китай                                                              | Хироюки Кониси Япония                                                                             |
| Кольца                    | Юрий Королёв СССР Ли Нин Китай                                                                                         | не присуждалась                                                           | Юрий Балабанов СССР Киодзи Ямаваки Япония                                                         |
| Опорный прыжок            | Юрий Королёв СССР | Лоу Юнь Китай Лоран Барбьери Франция                                      | не присуждалась                                                                                   |
| Параллельные брусья       | Валентин Могильный СССР Сильвио Кролль ГДР                                                                             | не присуждалась                                                           | Кодзи Гусикэн Япония                                                                              |
| Перекладина               | Тун Фэй Китай | Сильвио Кролль ГДР                                                        | Мицуаки Ватанабе Япония                                                                           |

### Женщины
| Дисциплина                | Золото | Серебро | Бронза                                                                                                |
| Командное многоборье      | СССР · Ирина Бараксанова · Вера Колесникова · Ольга Мостепанова · Оксана Омельянчик · Елена Шушунова · Наталья Юрченко | Румыния · Камелия Войня · Эуджения Голя · Лаура Кутина · Челестина Попа · Екатерина Сабо · Даниэла Силиваш | ГДР · Ульрике Клотц · Мартина Йенч · Габриэле Фенрих · Яна Фурманн · Дагмар Керстен · Габриеле Фенрих |
| Индивидуальное многоборье | Елена Шушунова СССР Оксана Омельянчик СССР                                                                             | не присуждалась                                                                                            | Дагмар Керстен ГДР                                                                                    |
| Опорный прыжок            | Елена Шушунова СССР | Екатерина Сабо Румыния                                                                                     | Дагмар Керстен ГДР                                                                                    |
| Разновысокие брусья       | Габриэле Фенрих ГДР | Дагмар Керстен ГДР                                                                                         | Хана Рична ЧССР                                                                                       |
| Бревно                    | Даниэла Силиваш Румыния                                                                                                | Екатерина Сабо Румыния                                                                                     | Елена Шушунова СССР                                                                                   |
| Вольные упражнения        | Оксана Омельянчик СССР                                                                                                 | Елена Шушунова СССР                                                                                        | Ульрике Клотц ГДР                                                                                     |